# 埃文 (密蘇里州)
埃文（英語：Avon）是位於美國密蘇里州聖熱訥維耶沃縣的非建制地區。

## 歷史
埃文的郵局於1849年設立，其後於1928年停運。當地於1925年時共有人口21人。

## 地理
埃文所處的海拔為高於海平面224米（即735英呎），而該地所採用的時區為UTC-6，即北美中部時區（CST）。同時該地設有夏令時間，為UTC-6調快一小時，即UTC-5（CDT）。